# Últimas imágenes del naufragio
Últimas imágenes del naufragio es una película argentina-dramática de 1989 escrita y dirigida por Eliseo Subiela y protagonizada por Lorenzo Quinteros, Noemí Frenkel y Hugo Soto. Fue estrenada a nivel nacional el 5 de abril de 1990 y resultó ganadora de quince premios.

## Sinopsis
La película relata la historia de Roberto, un vendedor de seguros, ya maduro, que siempre ha soñado con escribir una gran novela. Roberto conoce a Estela, una joven con tendencias suicidas, y piensa que ella puede ser su "Informe sobre Estela". La película es una metáfora del hundimiento de la sociedad argentina rodada en plena crisis hiperinflacionaria de 1989.

## Reparto
- Lorenzo Quinteros (Roberto)
- Noemí Frenkel (Estela)
- Hugo Soto (Claudio)
- Pablo Brichta (José)
- Andrés Tiengo (Mario)
- Sara Benítez (La madre)
- Alicia Aller (La esposa)
- Alfredo Stuart (Cristo)
- Marisa Ferrari
- Viviana Tellas
- Amanda Beitía
- Rafael Moreno
- Martha Machada
- Willi Nikiforos
- Pablo Bontá
- Alfredo Alcón (Voz de Cristo)
- Adolfo Aristarain (Cameo)
- Aldo Pastur

## Comentarios
Sobre el filme Manrupe y Portela opinaron que era:

"Cine de la hiperinflación con final esperanzado, en el que el protagonista cambia un ideal (terminar su novela) por el amor a una mujer".

Por su parte María Númez en Página 12 escibió:

"Transgresora, eminentemente arltiana y discepoliana en cierto modo...atrapa con sus audacias estéticas y conceptuales."

## Premios
- Premios Cóndor de Plata (1991): mejor película, mejor director, mejor guion, mejor actriz (Noemí Frenkel), mejor música, mejor revelación masculina (Andrés Tiengo), mejor revelación femenina (Sara Benítez), mejor actor de reparto (Pablo Brichta)
- Festival Internacional de Cine de Berlín (1990): Premio Reader Jury of the "Zitty"
- Festival Internacional del Nuevo Cine Hispanoamericano de La Habana (1990): Gran Coral y mejor actriz (Noemí Frenkel)
- Festival Internacional de Cine de Estambul (1990): Premio especial del jurado
- Festival Internacional de Cine de Montreal (1990): Premio FIPRESCI, mejor guion y Premio del Jurado Ecuménico